# Nasty Savage
Nasty Savage ist eine amerikanische Thrash-Metal-Band aus Brandon, Florida.

## Bandgeschichte
Die Band wurde 1983 in Brandon gegründet und veröffentlichte Anfang 1984 das Demo Wage of Mayhem. Das auf diesem enthaltene XXX wurde auf dem Sampler Metal Massacre VI (1985) und Unchained Angel auf Iron Tyrants veröffentlicht. Wenig später nahm das Independent-Label Metal Blade Records die Band unter Vertrag und es erschien 1985 das Debütalbum Nasty Savage, das jedoch in der Szene zunächst wenig Beachtung fand. Nachdem sich Bassist Fred Dregischan in der Silvesternacht 1985 bei einer Schlägerei die Hand so schwer verletzte, dass er nicht mehr spielen konnte, wurde er durch Dezso Istvan Bartha ersetzt. In dieser Besetzung nahm die Band im Morrisound-Studio das zweite Album auf, das 1987 unter dem Titel Indulgence erschien. Auf der 1988 erschienenen EP Abstract Reality war Bartha durch Chris Moorhouse ersetzt worden.
Bekanntheit erlangte die Band auch dadurch, dass Sänger Ronnie „Nasty Ronnie“ Galletti während der Live-Auftritte Fernsehgeräte auf seiner Brust zertrümmerte und sich in die Scherben warf. Die Idee kam dem Hobby-Wrestler schon sehr früh, weil er glaubte, den Fans neben der Musik auch ein unterhaltendes Element bieten zu müssen.
Die 1988 folgende Europa-Tournee mit Exumer musste wegen finanzieller Probleme und einer Verletzung von Sänger Ronnie Galletti abgebrochen werden. Kurz nach der Rückkehr in die USA kamen Bassist Chris Moorhouse und seine Freundin bei einem Autounfall ums Leben. Seinen Platz nahm Richard Bateman von Agent Steel ein und die Band nahm das dritte Studioalbum Penetration Point auf, das 1989 erschien. Unmittelbar nach der Veröffentlichung verließ Schlagzeuger Curtis Beeson die Band, was zu Problemen führte, weil sein Vater auch der Manager der Gruppe war. Zwar konnte mit Rob Proctor ein neuer Schlagzeuger verpflichtet werden, trotzdem löste sich Nasty Savage 1991 auf. Als Grund gab Nasty Ronnie später finanzielle Probleme an, die ihre Ursache in der Naivität der Musiker hatte:

„Wir haben doch damals gar nicht kapiert, worum es ging. Uns reichte es, Platten zu machen, auf Touren in der ganzen Welt herumzukommen und unsere Fans zu treffen. Es war eine schöne Zeit, die ich wirklich nicht missen möchte, aber da wir nie einen lukrativen Plattenvertrag oder Merchandise-Deal hatten, konnten wir unsere Rechnungen einfach nicht bezahlen.“

Sänger Galletti kehrte dem Musikgeschäft ganz den Rücken zu, arbeitete als Promoter für Wrestling-Veranstaltungen sowie als TV-Moderator und eröffnete in Tampa einen Nachtclub. 1998 reformierte sich die Band für einen Auftritt auf der dritten Ausgabe des Bang-Your-Head-Festivals und wagte 2004 das Comeback mit der Veröffentlichung des vierten Studioalbums Psycho Psycho. Zwar traten sie 2005 nochmals beim Bang Your Head auf, allerdings wurde es danach wieder still um die Band. Im Jahr 2008 absolvierten sie einen Auftritt auf dem Keep It True.
Am 11. Februar 2011 fand ein Benefiz-Konzert zu Gunsten des an Krebs erkrankten Schlagzeugers Curtis Beeson statt. Neben Nasty Savage traten die Death-Metal-Bands Obituary und Deicide auf. Das Konzert spielte rund 10.000 Dollar zu Gunsten der medizinischen Behandlung von Beeson ein. Am 5. Mai 2012 spielte Nasty Savage das „unwiderruflich letzte“ Konzert der Bandgeschichte.
2016 reformierte Ronnie Galletti die Band. Beteiligt waren als Gitarristen Gründungsmitglied David Austin und Pete Sykes sowie Bassist Richard Bateman und Schlagzeuger Jim Coker. Die Band spielte wieder Konzerte, bis 2018 Bassist Richard Bateman unerwartet verstarb. Die Band nahm eine Auszeit, 2022 verließ mit Gitarrist David Austen das letzte Gründungsmitglied die Band. Er wurde durch David Orman ersetzt, Bassist wurde Kyle Sokol. Auf Grund guter Kontakte von Galletti zu Frank Hirnschal von FHM Records kam es zu einem Plattenvertrag, das Studioalbum mit dem Titel Jeopardy Room erschien am 11. Oktober 2024.

## Musikstil
1984 wurde die Band dem Power Metal beziehungsweise Speed Metal zugeordnet, „obwohl sie mit den frühen Helloween nichts, aber auch wirklich gar nichts gemeinsam hatten“, so Götz Kühnemund vom Rock Hard. Er beschreibt die Musik auf Wage of Mayhem folgendermaßen:

„Ein gewisser Mercyful-Fate-Einfluss mischte sich mit frühem, straightem US-Metal der Marke Tyrant, Witchkiller oder Attacker und der Bay-Area-Energie von Exodus, Metallica und Megadeth, und die sehr eigenwilligen Gesangsmelodien von Nasty Ronnie, der nicht wirklich singen konnte, setzten diesem originellen Gemisch die Krone auf.“

## Diskografie
- 1985: Nasty Savage (Metal Blade Records)
- 1987: Indulgence (Metal Blade)
- 1988: Abstract Reality (EP, Metal Blade)
- 1989: Penetration Point (Rotten/Roadrunner Records)
- 2004: Psycho Psycho (Metal Blade)
- 2024: Jeopardy Room (FHM Records)